# 隣のヒットマン
『隣のヒットマン』（となりのヒットマン、原題: The Whole Nine Yards）は、2000年公開のアメリカ映画。ブルース・ウィリス主演のコメディ映画。
続編として、『隣のヒットマンズ 全弾発射』（原題: The Whole Ten Yards）が2004年に製作されている。 

## ストーリー
歯医者のニコラス・“オズ”・オゼランスキーは、妻であるソフィの父親が不祥事で残した多額の借金を抱え、夫婦関係がとても悪かった。ある日、彼らの家の隣に刑務所から出所した殺し屋のジミー・“チューリップ”・チュデスキが引っ越してきた。ソフィはジミーがマフィアに追われている事を知り、マフィアにジミーが近所にいる事を密告してお金をもらおうと考え、オズにマフィアのところまで行かせる。同時にソフィはオズの保険金目当てに殺し屋を雇おうとしていた。オズはマフィアのボス・ヤンニを連れて、ジミーの家まで案内するが…

## キャスト
※括弧内は日本語吹替
- ジミー・“チューリップ”・チュデスキ - ブルース・ウィリス（磯部勉）

殺し屋。ニュージャージー出身。ゴーゴラックファミリー御用達のヒットマンでもある。左腕の上腕二頭筋にチューリップのタトゥーを掘っている。17人以上も殺してきたなど、あまりの所業から新聞に名前と顔が載るほどの有名人。
- ニコラス・“オズ”・オゼランスキー - マシュー・ペリー（水島裕）

歯科医。妻とその母との関係は最悪で金策に悩んでいる。苛立ちから情緒不安定になることがある。
- ソフィ・オゼランスキー - ロザンナ・アークエット（高島雅羅）

オズの妻。喫煙者。夫との仲はもはや上手くいっていないを通り越しており、金目当てに夫を殺害することを考えている。
- フランキー・フィグズ - マイケル・クラーク・ダンカン（郷里大輔）

ヤンニの部下。実はジミーの協力者。
- シンシア・チュデスキ - ナターシャ・ヘンストリッジ（塩田朋子）

ジミーの妻。
- ジル・セント・クレア - アマンダ・ピート（深見梨加）

オズが務める歯科の事務係。働いて3週間目。オズとは懇意の仲で彼の妻であるソフィとの関係を清算したがっている。正体は雇われてオズの始末を頼まれていた殺し屋。
- ヤンニ・ゴーゴラック - ケヴィン・ポラック（山路和弘）

マフィアのボス。
- ハンソン捜査官 - ハーランド・ウィリアムズ（小室正幸）
- デイヴ・マーティン - ハワード・ビラーマン（落合弘治）

オズの友人。
- ブーレ

オズが務める歯科の客。ドリルを怖がり抜歯を考えている。

## パッケージソフト
- DVD「隣のヒットマン」（2001年10月5日）20世紀フォックス。